# ميلين هريستوف
ميلين هريستوف (بالبلغارية: Милен Христов)‏ هو لاعب كرة قدم بلغاري في مركز الوسط، ولد في 20 مارس 1977 في بلغاريا. لعب مع نادي سبارتاك فارنا.

## وصلات خارجية
- ميلين هريستوف على موقع قاعدة بيانات كرة القدم.إي يو (الإنجليزية)
- ميلين هريستوف على موقع Soccerway.com (الإنجليزية)